# San José (Catamarca)
San José è un comune di seconda categoria dell'Argentina, capoluogo del dipartimento di Fray Mamerto Esquiú nella provincia di Catamarca, situato nelle vicinanze del capoluogo provinciale.